# Durgápur
Durgápur (bengáli: দুর্গাপুর) város India északkeleti részén, Nyugat-Bengál államban. Kalkuttától 170 km-re ÉNy-ra, a Damodar folyó partján fekszik. Lakossága mintegy 570 ezer fő volt 2011-ben.
Durgápur az 1950-es években, tervezés alapján létrejött iparváros, jelentős acéliparral, a Delhi-Haora (Howrah) vasútvonal mentén.

## Fordítás
- Ez a szócikk részben vagy egészben  a   Durgapur című angol Wikipédia-szócikk fordításán alapul.  Az eredeti cikk szerkesztőit annak laptörténete sorolja fel. Ez a jelzés csupán a megfogalmazás eredetét és a szerzői jogokat jelzi, nem szolgál a cikkben szereplő információk forrásmegjelöléseként.